# ام‌جی زدآر

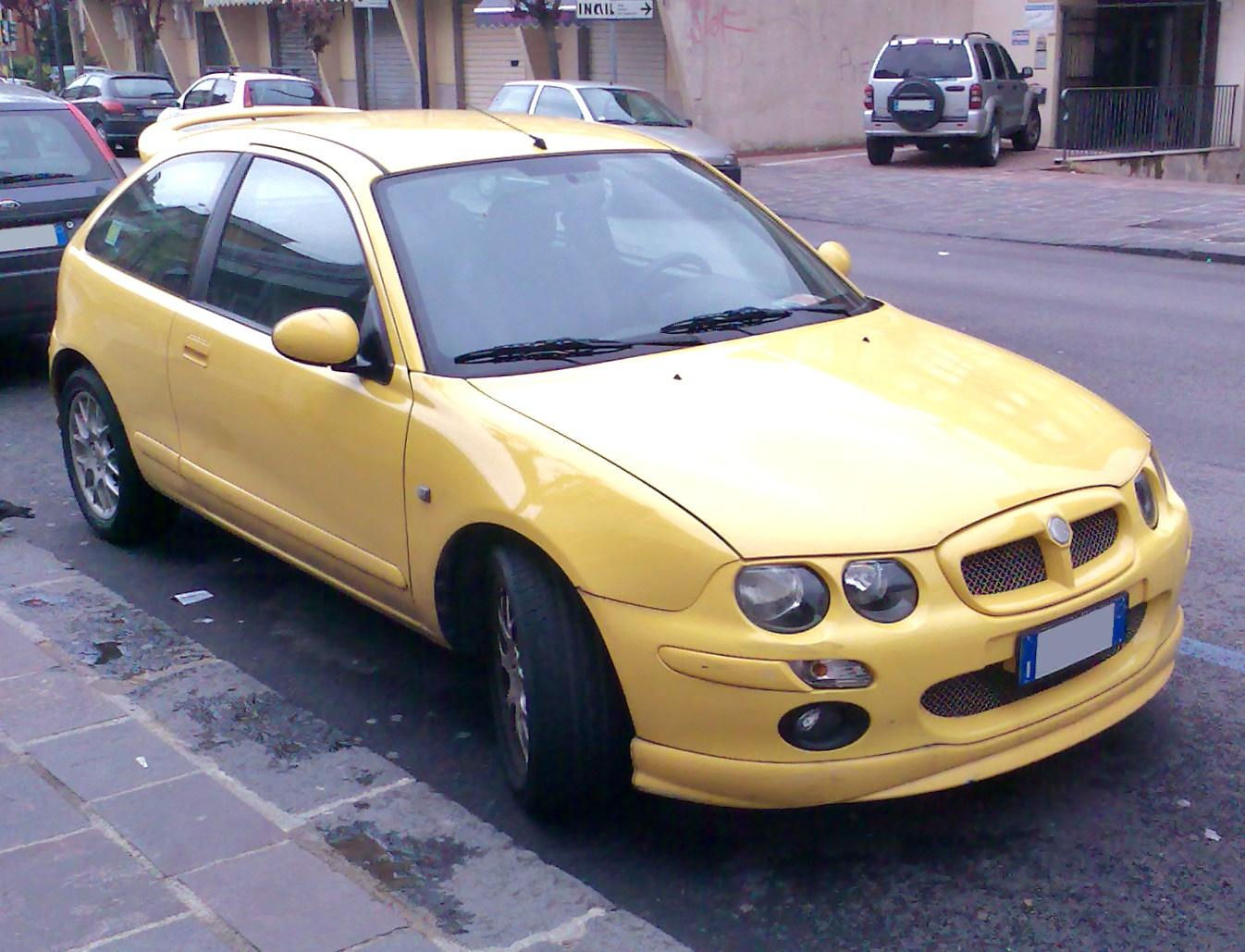

ام‌جی زدآر (MG ZR) خودرویی است که در سال‌های ۲۰۰۱ تا ۲۰۰۵تولید شده‌است.
این خودرو در کلاس هات هاچ قرار گرفته، طراحی آن خودروهای موتور جلو-محور جلو بوده است.

## نگارخانه

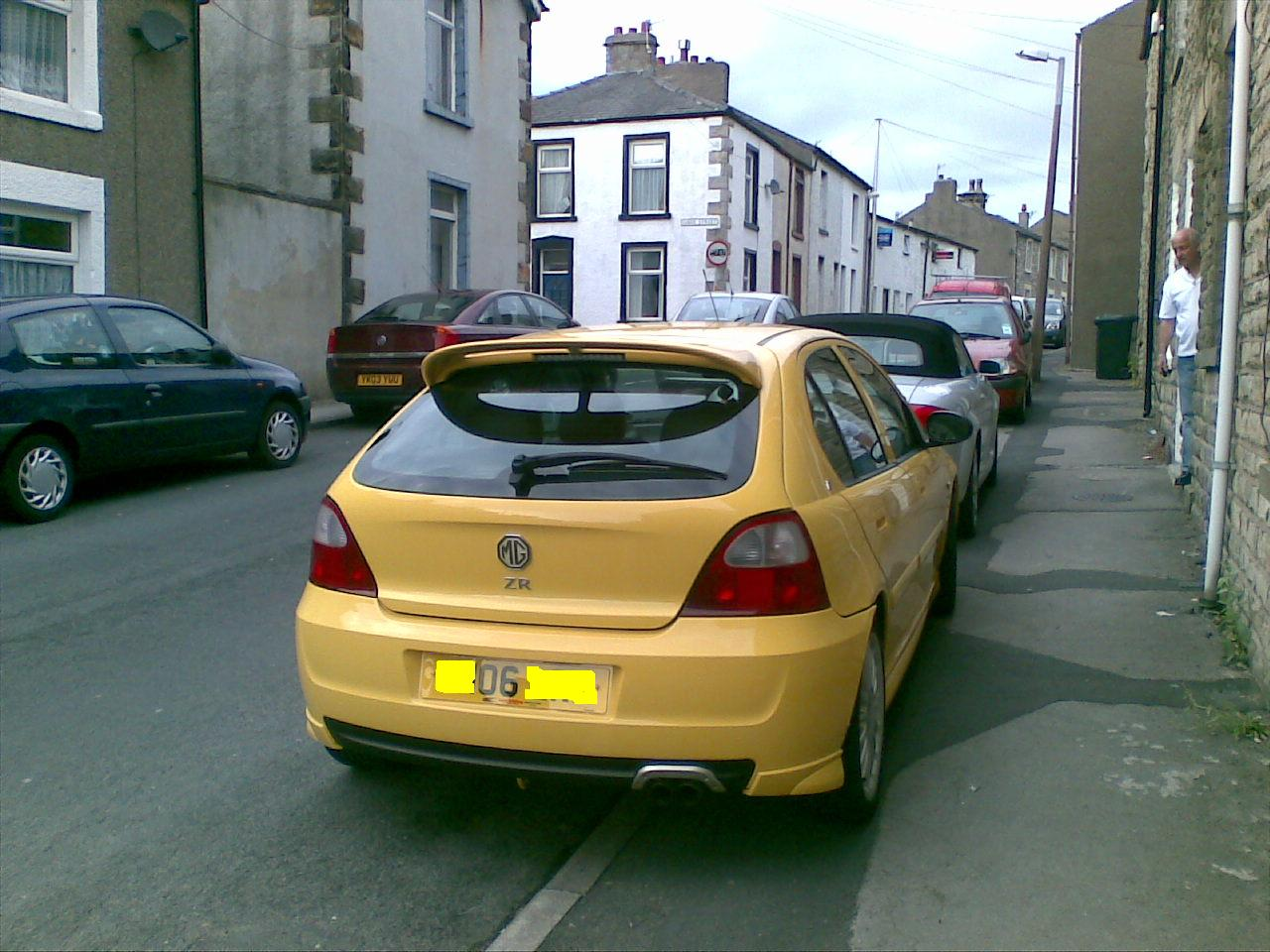
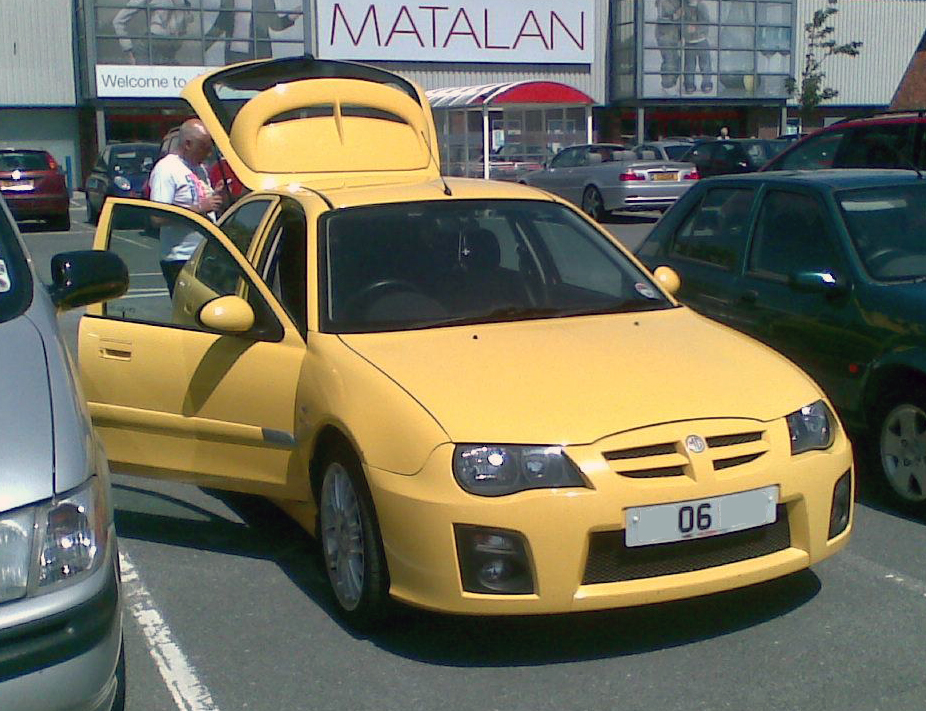
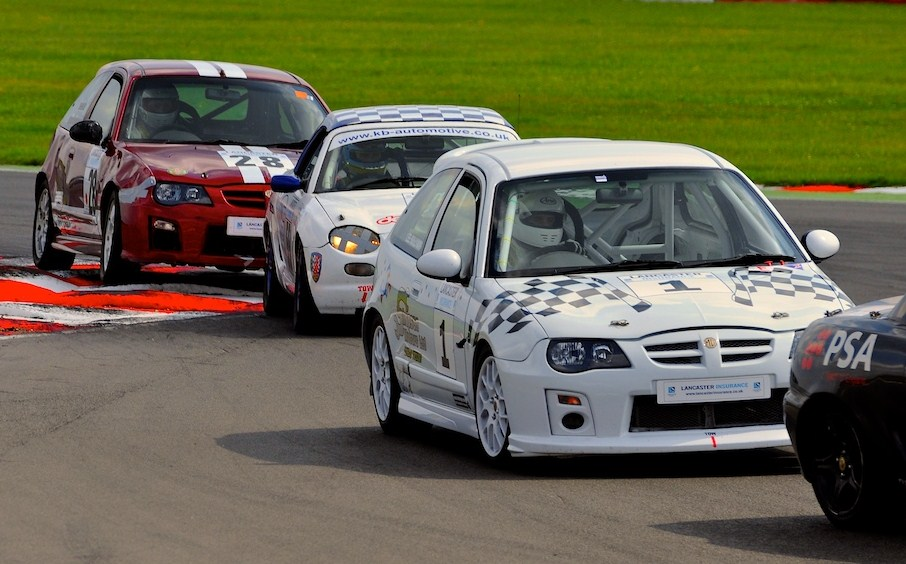
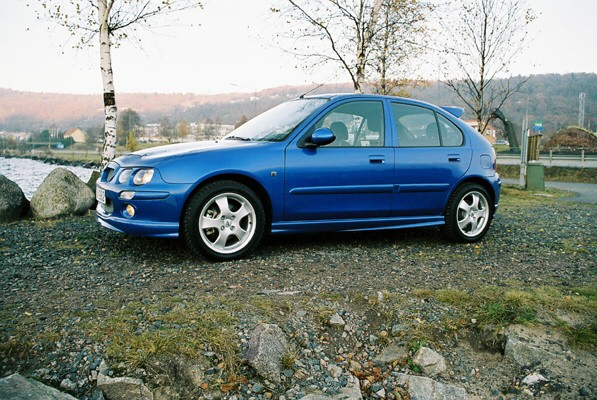
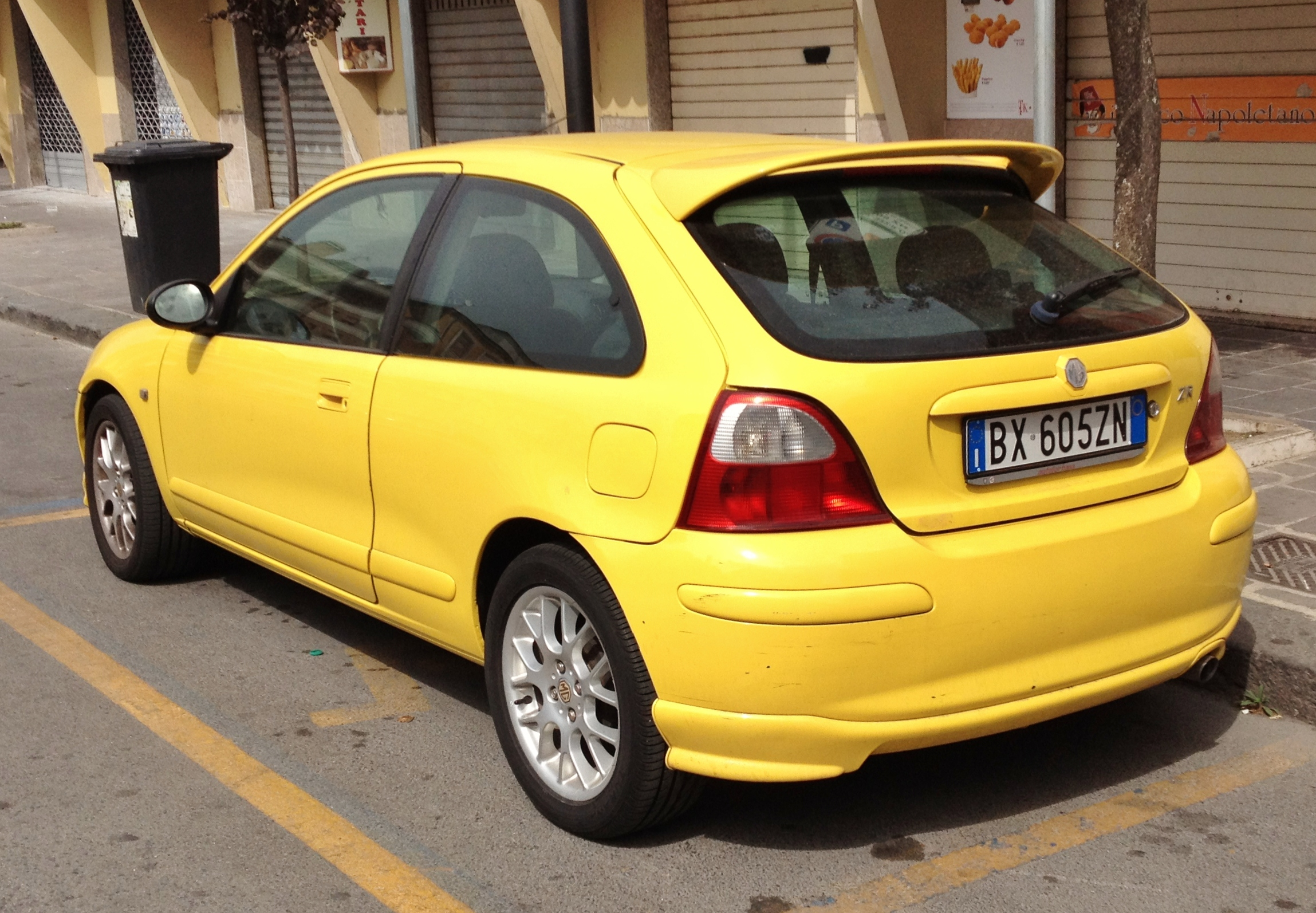